# Provincia de Bayanhongor
La aymag de Bayanhongor (mongol: Баянхонгор аймаг) es una de las 21 aymags (provincias) de Mongolia. Está situada en el sur del país, de la que ocupa una extensión de 115,975 kilómetros cuadrados, para una población de 84,779 habitantes (datos de 2000). Su capital es Bayanhongor.